# Список крупнейших компаний Катара по версии Forbes (2021)
Список крупнейших компаний Катара составлен на основе рейтинга Forbes Global 2000. По состоянию на 2021 год крупнейшие компании:
| № в мире | Название                 | Сфера деятельности        | Выручка млрд долл. | Прибыль млрд долл. | Активы млрд долл. | Рыночная стоимость млрд долл. |
| -------- | ------------------------ | ------------------------- | ------------------ | ------------------ | ----------------- | ----------------------------- |
| 221      | Национальный банк Катара | Банковские услуги         | 13.1               | 3                  | 286.3             | 45.4                          |
| 1001     | Qatar Islamic Bank       | Банковские услуги         | 1.8                | 0,859              | 49.5              | 11.8                          |
| 1392     | Masraf Al Rayan          | Банковские услуги         | 1.1                | 0,598              | 33.3              | 9.3                           |
| 1476     | Industries Qatar         | Химическая промышленность | 2                  | 0,542              | 9.9               | 21.3                          |
| 1674     | Ooredoo                  | Телекоммуникации          | 7.9                | 0,309              | 24.1              | 6.3                           |
| 1764     | Commercial Bank of Qatar | Банковские услуги         | 2                  | 0,357              | 42.2              | 6                             |